# Лілі Ларис
Лілі Ларис (19 березня 1909 , Ялта, Таврійська губернія  — 24 серпня 1986 , Катовиці ) — польська танцюристка.

## Життєпис
Народилася 1909 року в польській родині в Ялті в Криму. Її батьками були Анджей Малішевський та Теодозя Ріттер. У 1905 році вони виїхали з Варшави до Криму через хворобу батька. Він був хіміком у Ялті і керував там успішним російсько-французьким бізнесом. У Російській імперії вона займалася балетом. Їхній будинок у Криму відвідав, зокрема, Іван Мозжухін, який навчив її танцювати танго. Гелена та її мати повернулися до Варшави в листопаді 1922 року. Продовжила навчання в Польщі, зокрема в балетній школі. Її батько через прихід до влади більшовиків у 1918 році змушений був втекти з Криму до Франції.

## Творчість
Гелена дебютувала у 1926 році й почала виступати сольно та як партнерка, серед інших, балетмейстера Конрада Островського та Анджея Снєжинського в театрах, кабаре та нічних клубах Варшави та інших польських міст. Виступала в Momus (Варшавський кінотеатр). Варшавський критик Людвік Шмарагд писав, що 1 вересня 1928 року було відкрито велике ревю [. . ] У новому ансамблі є [..] чудовий танцювальний дует Ларис-Островського. 
Вона грала в ревю «Морик, подаруй мені сина в Момусі», а один із критиків (Роман Джакс) написав: "З усієї програми щиру оцінку отримав лише балетний номер «Карнавал у Венеції» у виконанні дуету Ларис-Островський [..]. Ще одна рецензія зазначала, що родзинкою всієї програми стала сцена «В опіумному притоні» у виконанні танцюристів-віртуозів Островського та Ларис. У той час її імпресаріо був Блахман, який недовгий час також був диктором Momus. Саме він запропонував сценічний псевдонім Ларис. Особливо добре були прийняті її виступи «Танець Огня» на музику Миколи Римського-Корсакова, «Вмираючий лебідь» на музику Каміля Сен-Санса та «Танго апасовське» (Apache Tango) на музику "Ілюзія танго" Ервіна Генчеля. Вона танцювала під музику, яку виконували відомі керівники польського оркестру, такі як Зигмунт Карасінський, Шимон Каташек та Арнольд Левак.
Крім Momus, танцювала в інших варшавських кабаре: Czarny Kot (Чорний кіт), Czerwony As (Червоний туз), Nitouche. Виступала у багатьох містах Польщі, зокрема у Львові, Познані, Лодзі, Кракові, Катовицях, Сопоті , а в 1929 році — у катовіцькому кабаре Mascotte. У 1927—1933 роках співпрацювала з Неллі Ігнатовською, Іною Ней, Анджеєм Снєжиньським, Іреною Топольницькою, Ігою Корчинською, Конрадом Островським, Здзіславом Жадейком. Виступала на сцені до кінця 1933 року. 
У той час її давнім партнером був Мечислав Стефаницький, офіцер польської авіації. У 1934 році вона закінчила навчальний курс, організований Інститутом краси Кліті в Парижі, а пізніше того ж року відкрила власний салон краси під назвою Мадлен у Познані на вулиці 27 грудня.  30 серпня 1939 року вона вирішила втекти з Познані на схід Польщі. Роки Другої світової війни та німецької окупації Польщі (1939—1945) провела в містах Бяла Підляска та Люблін. У 1945 році, одразу після війни, разом із другим чоловіком оселилася в Катовицях. Мала доньку та двох синів, молодший — Єжи Плачкевич. Похована на цвинтарі в Катовицях.
Список літератури.